# اناندا، دائوکرو
اناندا، دائوکرو (به لاتین: Ananda, Daoukro) یک منطقهٔ مسکونی در ساحل عاج است که در N'zi-Comoé واقع شده‌است.